# Filippo Frati
Filippo Frati (Parma, 30 maggio 1972) è un ex rugbista a 15 e allenatore di rugby a 15 italiano, dal 2024 tecnico del Parma; in precedenza fu mediano di mischia per Noceto, Parma e GRAN Parma prima di chiudere la carriera agonistica a Colorno; vanta 4 presenze internazionali per l'Italia tra il 2000 e il 2001.

## Biografia
Cresciuto nelle giovanili del Noceto, club della provincia di Parma, Frati esordì in prima squadra in serie B a fine aprile 1990, pochi giorni prima del suo diciottesimo compleanno; durante il periodo di militanza a Noceto allenò anche la squadra U-15 che guidò alla finale di campionato di categoria.
Dopo Noceto si trasferì, nel 1998, al Parma, squadra in cui divenne rugbista professionista nel 2000, anno in cui, a novembre, debuttò a Treviso nella Nazionale italiana di Brad Johnstone, esordio che coincise con una sconfitta interna contro il Canada.
La sua attività internazionale si concentrò tra la fine dei test match di fine anno 2000 e il Sei Nazioni 2001, in cui scese in campo contro l'Irlanda a Roma e la Scozia a Edimburgo, sua quarta e ultima presenza per l'Italia.
Nel 2003 passò al GRAN Parma, progetto rugbistico nato dalle unioni delle prime squadre di Noceto e Amatori Parma, e in tale formazione ebbe come compagno di squadra Andrea De Rossi, con il quale in seguito intraprese un sodalizio tecnico tuttora ininterrotto.
L'ultima squadra della sua carriera fu il Colorno, anch'esso del Parmense, nella quale cessò l'attività alla fine della stagione di A1 2007-08.
Divenuto allenatore a tempo pieno, assunse la conduzione della prima squadra del Noceto, debuttando come tecnico seniores contro il Benevento nella prima giornata di A2 2008-09, campionato che si concluse con il primo posto per distacco e la promozione nella serie A1 successiva, al termine della quale, nonostante la finale-scudetto persa contro la Lazio, giunse l'ammissione alla massima serie per la stagione 2010-11.
Nel luglio 2010 vi fu l'unione delle prime squadre di Noceto e Rugby Parma nel progetto Crociati Rugby, e a Frati fu assegnato l'incarico di allenatore della neonata franchise .
Alla sua prima stagione in Eccellenza giunse il quarto posto finale e l'accesso ai play-off, con eliminazione da parte del Rovigo, ma al termine del torneo Frati si dimise per andare ad allenare i Cavalieri di Prato insieme al suo ex compagno di squadra Andrea De Rossi.
La coppia tecnica Frati-De Rossi giunse due volte consecutive alla finale di campionato, sconfitta nel 2011-12 da Calvisano e, nella stagione successiva, da Mogliano.
All'epoca di tale ultima finale i due avevano già deciso di lasciare Prato per divergenze economiche con la proprietà del club e si erano accordati per guidare dalla stagione seguente il Rovigo.
Nella nuova squadra Frati e De Rossi giunsero alla finale sia del Trofeo Eccellenza che di campionato 2013-14, tuttavia perdendole entrambe, rispettivamente contro le Fiamme Oro e, di nuovo, Calvisano.

## Palmarès

### Allenatore
- Trofei Eccellenza : 1
Viadana: 2016-17